# Слёта, Пётр Дорофеевич
Пётр Дорофеевич Слёта (укр. Петро Дорофі́йович  Сльота; 3 [16] октября 1911, Панютино, Екатеринославская губерния — 25 июня 1974, Киев) — советский живописец. Заслуженный художник Украинской ССР (1973).

## Биография
Родился в семье машиниста. Ещё в детстве проявились его способности к рисованию, наблюдательность, тонкое чувство природы. Начальное художественное образование получил в художественной школе г. Лозовая. В 1932 году поступил в Харьковский художественный институт, а в 1934 — переходит в Киевский Художественный Институт, где продолжает учёбу в мастерской выдающегося живописца, в классе Ф. Кричевского. Участник Финской и Великой Отечественной войны.
В годы Великой Отечественной войны служил в рядах Советской Армии на Карельском фронте. Был главным художником фронта, работал во фронтовой газете. Его фронтовые зарисовки исполнены большой любви к солдату в серой шинели, который вынес страдания, боль войны и узнал радость Победы.
Демобилизовавшись из армии, художник отдался творчеству. Он много и увлечённо работает, принимает участие почти в каждой республиканской выставке, преподает в Киевском Художественном Институте.
В 1946 году женился на художнице Г. Д. Зоря. В 1947 у них родилась дочь Ольга, а в 1950 дочь Оксана. Обе стали выдающимися представителями современного искусства Украины. После войны жил в Киеве. Заслуженный художник УССР с 1973.
Автор многих тематических полотен, проникновенный пейзажист, в произведениях которого ярко проявились основные черты советского изобразительного искусства — патриотизм, гуманизм, любовь к родной природе, искренность в её отображении.
Пётр Слёта — художник широкого творческого диапазона. Он автор многих тематических полотен («Митинг в освобожденном Киеве», 1947; «В. И. Ленин в Кремле», 1968; «Первая весна», 1964—1965, и др.). В творческом наследии живописца много произведений, посвящённых памятным историческим местам, связанным с героическим прошлым украинского народа («Чигирин», 1953; «Три колодца времён Богдана Хмельницкого», 1953; «Субботов», 1953; «Тарасова гора в Каневе», 1949, и др.).
Одарённость художника и его своеобразие раскрылись прежде всего в работах пейзажного цикла, которые излучают радостное восприятие действительности, привлекают непосредственностью в воссоздании волшебного мира природы, глубокой человечностью. Именно в пейзажах полнее всего проявился его талант лирика и колориста. Весенние образы природы поражают разнообразием, им присуща лирическая взволнованность, проникновенная задушевность. Художник по-своему, искренне и влюблённо воспринимает жизнь, и даже в будничных мотивах («Осенью», 1959; «Зимой», 1955; «Околица», 1970; «Начало осени», 1970) его краски излучают оптимизм, привлекают ясностью и простотой, тонким пониманием природы.
Уже в пейзажах раннего периода он стремится к созданию обобщённого, эпического образа природы. И в этом отношении его лучшие произведения 1960—1970-х годов точно воссоздают действительность («Цветение», 1969; «Москва», 1973; «Летняя песня», 1973; «Весна в Крыму», 1971; «Киевский государственный университет им. Т. Г. Шевченко», 1970; «Киев. Парк им. Т. Г. Шевченко», 1970).
В цикле пейзажных работ, посвящённых Болгарии, Швеции, Франции, Италии, Турции, Чехословакии («Улица в Кошице», 1963; «Карлов мост», 1963; «Париж 12 июня», 1956; «Утро в Стамбуле», 1956; «Париж. Нотр-Дам», 1971, и др.), где в своё время побывал художник, он проявляет незаурядный талант в раскрытии наиболее характерных как национальных, так и социальных примет. Каждое произведение этого цикла не повторяется ни в цветовом, ни в композиционном решении.
Произведения Петра Слёты заняли достойное место в истории украинского изобразительного искусства, лучшие из них сохраняются во многих музеях Украины, России и частных коллекциях. Радостные и яркие, исполненные поэзии, они создают убедительный образ нашей цветущей земли, несут тепло и искренность сердца художника.
Художественная династия продолжается во внуках. Дочери Оксаны Слёты: Оксана Попинова и Галина Попинова — обе пошли по стопам родителей (их отец — художник-плакатист Николай Попинов). На сегодняшний день они известные и талантливые художницы Украины.

## Награды
- медаль «За трудовую доблесть» (24.11.1960)

## Работы
- «Киев. Хрещатик» (1957),
- «Тарасова гора в Каневе»,
- «Собор парижской Богоматери» (1960),
- «Ранняя весна» (1964—1965),
- «Яблони»,
- «Пробуждение» (1974).